# Partiti politici nel Territorio Libero di Trieste
Lista dei partiti del Territorio Libero di Trieste.

## Zona A
- Blocco Triestino
- Fronte dei Monarchici e dei Qualunquisti
- Fronte dell'Indipendenza per il Libero Stato Giuliano
- Fronte Popolare Italo-Sloveno
- Lega Democratica Slovena
- Lista Nazionale Slovena
- Movimento Sociale Italiano
- Partito Comunista del Territorio Libero di Trieste, sezione triestina del Partito Comunista Italiano e del Partito Comunista di Slovenia
- Partito Democratico Cristiano, sezione triestina della Democrazia Cristiana
- Movimento Autonomo Giuliano
- Partito Liberale Italiano
- Partito Nazionale Monarchico
- Partito Repubblicano Italiano
- Partito Socialista Italiano
- Partito Socialista della Venezia Giulia, sezione triestina del Partito Socialista Democratico Italiano

## Zona B
- Fronte Popolare Italo-Sloveno
- Lega Democratica Slovena
- Partito Comunista del Territorio Libero di Trieste, sezione triestina del Partito Comunista Italiano e del Partito Comunista di Slovenia, attivo fino al 1949 nella zona B